# Elena Gjika
Elena Gjika, vel Dora d'Istria, vel Helena Kolcowa-Massalska (ur. 3 lutego 1828 w Bukareszcie, zm. 17 listopada 1888 we Florencji) – albańsko-rumuńska pisarka, publicystka, malarka, folklorystka i feministka.

## Życiorys
Urodziła się w Bukareszcie, jako córka archeologa i numizmatyka Mihaia Ghica (alb. – Gjika) i Kateriny. Dzięki wsparciu rodziny otrzymała staranne wykształcenie – studiowała w Dreźnie, Wiedniu i Berlinie. Studia berlińskie pod kierunkiem Alexandra von Humboldta zakończyła dyplomem z literatury antycznej. Po powrocie w 1849 do Bukaresztu wyszła za mąż za ks. Aleksandra Kolcowa-Massalskiego, z którym przeniosła się do Petersburga, gdzie jej mąż służył na dworze cara Mikołaja I. Mieszkała w Rosji przez kilka lat. Tamtejszy klimat spowodował pogorszenie jej stanu zdrowia. Kiedy jej mąż znalazł się w niełasce u cara, Elena, unikając zesłania na Syberię, przeniosła się do Szwajcarii, a następnie do Florencji, skąd podróżowała do Francji, Irlandii i USA.
Pisała używając pseudonimu Dora d'Istria. Jej pierwszym znanym dziełem była wydana w 1855 w Brukseli praca poświęcona życiu monastycznemu w Kościele prawosławnym, w której domagała się likwidacji klasztorów. Kolejne dzieło wydane rok później w Genewie było trzytomowym opisem Szwajcarii i Szwajcarów. W dwóch pracach wydanych w latach 1859 i 1869 skoncentrowała się na kwestii kobiecej, domagając się w nich emancypacji kobiet w imperium osmańskim, a także porównując sytuację prawną i społeczną kobiet w różnych krajach europejskich.
Z uwagi na jej rodzinne powiązania z Albanią i wątek albański obecny w jej twórczości od 1866 r., Albańczycy zaliczają ją do klasyków własnej literatury, a także do kanonu XIX-wiecznych badań nad folklorem albańskim.
Oprócz dzieł literackich pozostawiła po sobie cykl obrazów, w większości pejzaży. Przetłumaczyła Iliadę na język niemiecki. Gjika była pierwszą znaną pisarką, która zdobyła szczyt Mont Blanc (1 czerwca 1860). Posługiwała się dziewięcioma językami obcymi.
Dom, w którym mieszkała we Florencji, został zniszczony w czasie bombardowań alianckich w 1943. Obecnie w tym miejscu znajduje się plac nazwany jej imieniem. Imieniem Gjiki nazwano szkołę w Prisztinie, a także ulice w Tiranie, Fierze, Prisztinie i w Uroševacu. W listopadzie 2002 została uhonorowana przez Prezydenta Albanii Orderem Nderi i Kombit (Honor Narodu).

## Dzieła
- 1855: La vie monastique dans l'Église orientale (Życie monastyczne w Kościele Wschodnim)
- 1856: La Suisse allemande
- 1859: Les femmes en Orient (Kobiety Orientu)
- 1861: Au bord des lacs helvétiques (Żeglując po szwajcarskich jeziorach)
- 1863: Excursions en Rouméllie et en Morée (Podróże po Rumelii i Morei)
- 1866: La nationalité albanaise d'après les chants populaires
- 1867: Les ecrivains albanais de l'Italie Méridionale (Albańscy pisarze południowych Włoch)
- 1869: Des femmes, par une femme (Kobieta o kobietach)
- 1870: A Dora D'Istria – Gli Albanesi (Dora d'Istria – Albańczycy)
- 1873: Gli albanesi in Rumania (Albańczycy w Rumunii)
- 2015: Shqiptarët në Rumani : historia e princërve Gjika në shekujt XVII, XVIII, XIX, wyd. Tirana.